# Нонконформизм
Нонконформи́зм (от лат. non «не» + позднелат. conformis «подобный; сообразный») — стремление индивида придерживаться и отстаивать установки, мнения, результаты восприятия, поведение и так далее, прямо противоречащие тем, которые господствуют в данном обществе или группе.
Часто считается синонимом понятия «негативизм»
и антонимом понятия «конформизм». Нонконформизм может проявляться в виде бунтарства, инакомыслия, индивидуализма и стремления действовать прямо противоположным образом тому, что навязывается другими людьми, против существующих социальных норм и правил.
В некоторых случаях нонконформизмом называют просто готовность индивида отстаивать свою личную позицию в тех случаях, когда она противоречит позиции большинства. В таких случаях описанное в данной статье явление выделяют под названием «антиконформи́зм» (от др.-греч. ἀντι- «противо-»). Антиконформизм также может определяться как последовательная оппозиция групповым нормам, например, в виде постоянного вызова существующей моде из-за желания отличаться от большинства.
Нонконформизм может быть формой протеста (в том числе политического) против устоявшихся социальных норм. Данный термин приобрёл политическое звучание в 1960—1980 гг. на Западе в связи с ростом субкультурных движений (хиппи и др.).
В значительно большей степени реакциям и конформизма, и нонконформизма противоположен феномен самоопределения личности в группе.

## Экспериментальные исследования
Широко известны следующие экспериментальные исследования нонконформизма:
- 1951 год — «Эксперимент Аша», в котором около 8 % испытуемых проявили нонконформную реакцию[1].
- 1963 год — «Эксперимент Милграма». Имеется в виду та его модификация, в которой подсадным испытуемым предписывалось отказываться участвовать в «эксперименте». В этой модификации большинство настоящих испытуемых отказывалось от участия в «эксперименте» вслед за подсадными, но 10 % испытуемых продолжали выполнять инструкции экспериментатора, несмотря на условия эксперимента[1].
- 1980 год — Эксперименты Чарльза Ричарда Снайдера и Говарда Л. Фромкина на студентах Университета Пердью[11], где студентам сначала предлагалось оценить то, насколько, по их мнению, 10 их наиболее значимых установок совпадают с аналогичными установками других студентов, а потом участвовать в экспериментальном исследовании конформизма. Была выявлена закономерность, согласно которой, чем больше участники идентифицировали собственные установки с установками других в ходе опроса, тем сильнее у них проявлялась тенденция к нонконформизму на экспериментальном этапе[1].